# Bandeira do Laos
A bandeira nacional do Laos foi adotada em 2 de dezembro de 1975 e já tinha sido usada previamente pelo curto governo nacionalista de Lao de 1945.
A bandeira consiste em 3 faixas horizontais, sendo que a faixa azul central tem o dobro da altura das faixas vermelhas. No meio há um disco branco, cujo diâmetro é 0,8 vezes a altura da faixa azul.
A cor vermelha na bandeira representa o sangue derramado na luta pela independência, o azul simboliza a riqueza do país. O disco branco representa a lua sobre o rio Mekong, assim como a unidade do país sob o governo comunista.
De 1952 até a queda do governo real em 1975 o país tinha uma bandeira vermelha, com um elefante branco de três cabeças (dus Erawan) no meio. Acima do elefante está um guarda-chuva de nove dobras, enquanto o elefante está em um pedestal de cinco níveis. O elefante branco é um símbolo real comum no sudeste da Ásia, as três cabeças se referem aos três antigos reinos: Vientiane, Luangprabang e Xiengkhoung, que construíram o país. O guarda-chuva de nove dobras também é um símbolo real, originando-se do Monte Meru na cosmologia budista. O pedestal representava a lei no qual o país repousava.

## Bandeiras Históricas

Bandeira do Reino do Laos (1952-1975)
Bandeira do Laos sob domínio francês(1893-1952)